# Coco Miller
Colleen Mary Miller, detta Coco (Rochester, 6 settembre 1978), è un'ex cestista statunitense, professionista nella WNBA.
È la sorella gemella di Kelly Miller.

## Carriera
È stata selezionata dalle Washington Mystics al primo giro del Draft WNBA 2001 (9ª scelta assoluta).
Con gli Stati Uniti ha disputato le Universiadi di Palma di Maiorca 1999.

## Palmarès
- WNBA Most Improved Player (2002)